# Kotajärvi (sjö i Finland, Norra Österbotten, lat 63,58, long 25,37)
Kotajärvi är en sjö i Finland. Den ligger i kommunen Haapajärvi i landskapet Norra Österbotten, i den centrala delen av landet, 400 km norr om huvudstaden Helsingfors. Kotajärvi ligger 159 meter över havet. I omgivningarna runt Kotajärvi växer i huvudsak blandskog. Arean är 14,4 hektar och strandlinjen är 2,3 kilometer lång. Sjön  ingår i Kalajoki älvs huvudavrinningsområde. 